# Greensboro (metropolitana di Washington)
Greensboro è una stazione della metropolitana di Washington, situata sulla linea argento. Si trova a Tysons Corner, in Virginia (con un indirizzo di Vienna). Nel 2015 è stata la stazione meno trafficata della rete.
È stata inaugurata il 26 luglio 2014, contestualmente all'apertura della linea argento.
La stazione è servita dal Fairfax Connector.